# باولو باير
باولو باير (بالبرتغالية: Paulo Baier‏) (25 أكتوبر 1974 في البرازيل - ) هو لاعب كرة قدم برازيلي في مركز الوسط. لعب مع أتلتيكو باراناينسي وأتلتيكو مينييرو وبوتافوغو ريغاتاس ونادي بالميراس ونادي جوفنتودي ونادي سانتوس ونادي سبورت ريسيفه ونادي غوياس ونادي فاسكو دا غاما ونادي كريسيوما وإسبورتي بيلوتاس ‏ ونادي أمريكا وEsporte Clube São Luiz ‏ ونادي يبيرانغا.